# Lijst van voetbalinterlands Nigeria - Zuid-Korea
Deze lijst van voetbalinterlands is een overzicht van alle officiële voetbalwedstrijden tussen de nationale teams van Nigeria en Zuid-Korea. De landen speelden tot op heden vijf keer tegen elkaar. De eerste ontmoeting, een vriendschappelijke wedstrijd, werd gespeeld in Seoul op 8 juni 1983. Het laatste duel, eveneens een vriendschappelijke wedstrijd, werd gespeeld op 11 augustus 2010 in Suwon.

## Wedstrijden
| № | Plaats  | Datum             | Competitie        | Wedstrijd            | Uitslag |
| - | ------- | ----------------- | ----------------- | -------------------- | ------- |
| 1 | Seoul   | 8 juni 1983       | Vriendschappelijk | Zuid-Korea – Nigeria | 1 – 0   |
| 2 | Daejeon | 13 september 2001 | Vriendschappelijk | Zuid-Korea – Nigeria | 2 – 2   |
| 3 | Busan   | 16 september 2001 | Vriendschappelijk | Zuid-Korea – Nigeria | 2 – 1   |
| 4 | Durban  | 22 juni 2010      | WK 2010           | Nigeria – Zuid-Korea | 2 – 2   |
| 5 | Suwon   | 11 augustus 2010  | Vriendschappelijk | Zuid-Korea – Nigeria | 2 – 1   |

## Samenvatting
| Competitie        | Totaal gespeeld | Winst Nigeria | Gelijk | Winst Zuid-Korea | Doelsaldo Nigeria – Zuid-Korea |
| ----------------- | --------------- | ------------- | ------ | ---------------- | ------------------------------ |
| WK-eindronde      | 1               | 0             | 1      | 0                | 2 − 2                          |
| Vriendschappelijk | 4               | 0             | 1      | 3                | 4 − 7                          |
| Totaal            | 5               | 0             | 2      | 3                | 6 − 9                          |

## Details

### Tweede ontmoeting
| Vriendschappelijk (Daejeon, Zuid-Korea, 13 september 2001):                                                                                                   |              | |
| Zuid-Korea | 2 – 2        | Nigeria |
| Lee Cheon-Soo 65' Choi Yong-soo 77' | goals        | 8' Chukwu Ndukwe 38' Chukwu Ndukwe |
| Guus Hiddink | bondscoach   | Shaibu Amodu |
| Lee Woon-jae Kang Cheol 46' Kim Tae-Young Kim Sang-Shik Choi Tae-uk Song Jong-Gook Kim Nam-il Lee Eul-Yong Ahn Hyo-Yeon 46' Choi Yong-soo Hwang Seon-Hong 68' | opstellingen | Murphy Akanji Christopher Kanu Kelechi Okoye Rabiu Afolabi Eric Ejiofor Ikpe Ekong George Datoru Thompson Ode 84' Felix Aladesanmi John Utaka Chukwu Ndukwe |
| Choi Sung-yong 46' Lee Cheon-Soo 46' Lee Dong-Gook 68' | wissels      | 84' Victor Shaka |
| | gele kaarten | 35' Thompson Ode 67' Ogbonna Kanu |
| Kim Sang-Shik 23' | rode kaarten | |

### Vierde ontmoeting
| WK 2010 (Durban, Moses Mabhidastadion, Zuid-Afrika, 22 juni 2010):                                                                                    |              | |
| Nigeria | 2 – 2        | Zuid-Korea |
| Kalu Uche 12' Yakubu Aiyegbeni 69' (pen.) | goals        | 38' Lee Jung-soo 49' Park Chu-young |
| Lars Lagerbäck | bondscoach   | Huh Jung-moo |
| Vincent Enyeama Chidi Odiah Joseph Yobo 46' Danny Shittu Rabiu Afolabi Ayila Yussuf Dickson Etuhu Chinedu Obasi Nwankwo Kanu 57' Kalu Uche Yakubu 70' | opstellingen | Jung Sung-ryong Cha Du-ri Cho Yong-Hyung Lee Jung-soo Lee Young-pyo Lee Chung-yong 87' Ki Sung-yong Kim Jung-woo Park Ji-sung 64' Yeom Ki-Hun 90+3' Park Chu-young |
| Uwa Echiéjilé 46' Obafemi Martins 57' Victor Obinna 70'                                                                                               | wissels      | 64' Kim Nam-il 87' Kim Jae-Sung 90+3' Kim Dong-Jin |
| Vincent Enyeama 31' Chinedu Obasi 37' Ayila Yussuf 42'                                                                                                | gele kaarten | 68' Kim Nam-il |

NFA · A-internationals · Selecties · Bondscoaches · Statistieken · Nigeriaans vrouwenelftal · Olympisch elftal · Nigeria U21 · Nigeria U20 · Nigeria U19 · Nigeria U18 · Nigeria U17
1950 – 1959 · 
1960 – 1969 · 
1970 – 1979 · 
1980 – 1989 · 
1990 – 1999 · 
2000 – 2009 · 
2010 – 2019 ·
2020 − 2029
CC 1995 · 
CC 2013
WK 1994 · 
WK 1998 · 
WK 2002 · 
WK 2010 · 
WK 2014 · 
WK 2018
OS 1968 · 
OS 1980 · 
OS 1988 · 
OS 1996 · 
OS 2000 · 
OS 2008 · 
OS 2016
1949 · 
1950 · 1951 · 1952 · 1953 · 1954 · 
1955 · 
1956 · 
1957 · 
1958 · 
1959 · 
1960 · 
1961 · 
1962 · 
1963 · 
1964 · 
1965 · 
1966 · 
1967 · 
1968 · 
1969 · 
1970 · 
1971 · 
1972 · 
1973 · 
1974 · 
1975 · 
1976 · 
1977 · 
1978 · 
1979 · 
1980 · 
1981 · 
1982 · 
1983 · 
1984 · 
1985 · 
1986 · 
1987 · 
1988 · 
1989 · 
1990 · 
1991 · 
1992 · 
1993 · 
1994 · 
1995 · 
1996 · 
1997 · 
1998 · 
1999 · 
2000 · 
2001 · 
2002 · 
2003 · 
2004 · 
2005 · 
2006 · 
2007 · 
2008 · 
2009 · 
2010 · 
2011 · 
2012 · 
2013 · 
2014 ·
2015 ·
2016 ·
2017 ·
2018 ·
2019 ·
2020 ·
2021 ·
2022
Algerije ·
Angola ·
Argentinië ·
Australië ·
Benin ·
Bosnië en Herzegovina ·
Botswana ·
Brazilië ·
Bulgarije ·
Burkina Faso ·
Burundi ·
Canada ·
Centraal-Afrikaanse Republiek ·
Colombia ·
Congo-Brazzaville ·
Congo-Kinshasa ·
Costa Rica ·
Denemarken ·
Duitsland ·
Ecuador ·
Egypte ·
Engeland ·
Equatoriaal-Guinea ·
Eritrea ·
Ethiopië ·
Frankrijk ·
Gabon ·
Gambia ·
Georgië ·
Ghana ·
Griekenland ·
Guinee ·
Guinee-Bissau ·
Ierland ·
IJsland ·
Indonesië ·
Iran ·
Italië ·
Ivoorkust ·
Jamaica ·
Japan ·
Joegoslavië ·
Jordanië ·
Kaapverdië · 
Kameroen ·
Kenia ·
Kroatië ·
Lesotho ·
Liberia ·
Libië ·
Luxemburg ·
Madagaskar ·
Malawi ·
Mali ·
Marokko ·
Mexico ·
Mozambique ·
Namibië ·
Nederland ·
Niger ·
Noord-Korea ·
Noord-Macedonië ·
Noorwegen ·
Oeganda ·
Oekraïne ·
Oezbekistan ·
Oostenrijk ·
Paraguay ·
Peru ·
Polen ·
Portugal ·
Roemenië ·
Rwanda ·
Saoedi-Arabië ·
Sao Tomé en Principe ·
Schotland ·
Senegal ·
Servië ·
Seychellen ·
Sierra Leone ·
Soedan ·
Spanje ·
Swaziland ·
Tahiti ·
Tanzania ·
Thailand ·
Togo ·
Tsjaad ·
Tsjechië ·
Tunesië ·
Uruguay ·
Venezuela ·
Verenigde Staten ·
Zambia ·
Zimbabwe ·
Zuid-Afrika ·
Zuid-Korea ·
Zweden ·
Zwitserland
Argentinië (2010) ·
Argentinië (2014) ·
Argentinië (2018) ·
Bosnië en Herzegovina (2014) ·
Burkina Faso (2013) ·
Frankrijk (2014) ·
Iran (2014) ·
IJsland (2018) ·
Kroatië (2018) ·
Zuid-Korea (2010)
KFA · A-internationals · Selecties · Bondscoaches · Zuid-Koreaans vrouwenelftal · Olympisch elftal · Zuid-Korea U21 · Zuid-Korea U20 · Zuid-Korea U19 · Zuid-Korea U18 · Zuid-Korea U17
1940 – 1949 ·
1950 – 1959 ·
1960 – 1969 ·
1970 – 1979 ·
1980 – 1989 ·
1990 – 1999 ·
2000 – 2009 ·
2010 – 2019 ·
2020 − 2029
WK 1954 · 
WK 1986 · 
WK 1990 · 
WK 1994 · 
WK 1998 · 
WK 2002 · 
WK 2006 · 
WK 2010 · 
WK 2014 · 
WK 2018
OS 1948 ·
OS 1964 ·
OS 1988 ·
OS 1992 ·
OS 1996 ·
OS 2000 ·
OS 2004 ·
OS 2008 ·
OS 2012 ·
OS 2016 ·
OS 2020
1948 ·
1949 ·
1950 · 
1951 · 1952 · 
1953 · 
1954 · 
1955 · 
1956 · 
1957 · 
1958 · 
1959 ·
1960 · 
1961 · 
1962 · 
1963 · 
1964 · 
1965 · 
1966 · 
1967 · 
1968 · 
1969 ·
1970 · 
1971 · 
1972 · 
1973 · 
1974 · 
1975 · 
1976 · 
1977 · 
1978 · 
1979 ·
1980 · 
1981 · 
1982 · 
1983 · 
1984 · 
1985 · 
1986 · 
1987 · 
1988 · 
1989 ·
1990 ·
1991 · 
1992 · 
1993 · 
1994 · 
1995 · 
1996 · 
1997 · 
1998 · 
1999 · 
2000 · 
2001 · 
2002 · 
2003 · 
2004 · 
2005 · 
2006 · 
2007 · 
2008 · 
2009 · 
2010 · 
2011 ·
2012 ·
2013 ·
2014 ·
2015 ·
2016 ·
2017 ·
2018 ·
2019 ·
2020 ·
2021 ·
2022 ·
2023 ·
2024
Afghanistan ·
Algerije ·
Angola ·
Argentinië ·
Australië ·
Bahrein ·
Bangladesh ·
België ·
Bolivia ·
Bosnië en Herzegovina ·
Brazilië ·
Brunei ·
Bulgarije ·
Burkina Faso ·
Cambodja ·
Canada ·
Chili ·
China ·
Colombia ·
Costa Rica ·
Cuba ·
Denemarken ·
Duitsland ·
Ecuador ·
Egypte ·
El Salvador ·
Engeland ·
Filipijnen ·
Finland ·
Frankrijk ·
Georgië ·
Ghana ·
Griekenland ·
Guam ·
Guatemala ·
Haïti ·
Honduras ·
Hongarije ·
Hongkong ·
IJsland ·
India ·
Indonesië ·
Irak ·
Iran ·
Israël ·
Italië ·
Ivoorkust ·
Jamaica ·
Japan ·
Jemen ·
Joegoslavië ·
Jordanië ·
Kameroen ·
Kazachstan ·
Kenia ·
Kirgizië ·
Koeweit ·
Kroatië ·
Laos ·
Letland ·
Libanon ·
Libië ·
Luxemburg ·
Macau ·
Malediven ·
Maleisië ·
Mali ·
Malta ·
Marokko ·
Mexico ·
Moldavië ·
Mongolië ·
Myanmar ·
Nederland ·
Nepal ·
Nieuw-Zeeland ·
Nigeria ·
Noord-Ierland ·
Noord-Korea ·
Noord-Macedonië ·
Noorwegen ·
Oekraïne ·
Oezbekistan ·
Oman ·
Pakistan ·
Palestina ·
Panama ·
Paraguay ·
Peru ·
Polen ·
Portugal ·
Qatar ·
Roemenië ·
Rusland ·
Saoedi-Arabië ·
Schotland ·
Senegal ·
Servië ·
Servië en Montenegro ·
Singapore ·
Slowakije ·
Soedan ·
Spanje ·
Sri Lanka ·
Syrië ·
Tadzjikistan ·
Taiwan ·
Thailand ·
Togo ·
Trinidad en Tobago ·
Tsjechië ·
Tunesië ·
Turkije ·
Turkmenistan ·
Uruguay ·
Venezuela ·
Verenigde Arabische Emiraten ·
Verenigde Staten ·
Vietnam ·
Wales ·
Wit-Rusland ·
Zambia ·
Zuid-Jemen ·
Zuid-Vietnam ·
Zweden ·
Zwitserland
Algerije (2014) · 
Australië (2015, 2) ·
België (2014) · 
Duitsland (2018) · 
Frankrijk (2006) · 
Griekenland (2010) ·
Mexico (2018) ·
Nigeria (2010) · 
Portugal (2022) · 
Rusland (2014) · 
Togo (2006) · 
Zweden (2018) ·
Zwitserland (2006)